# Schloss Wrodow

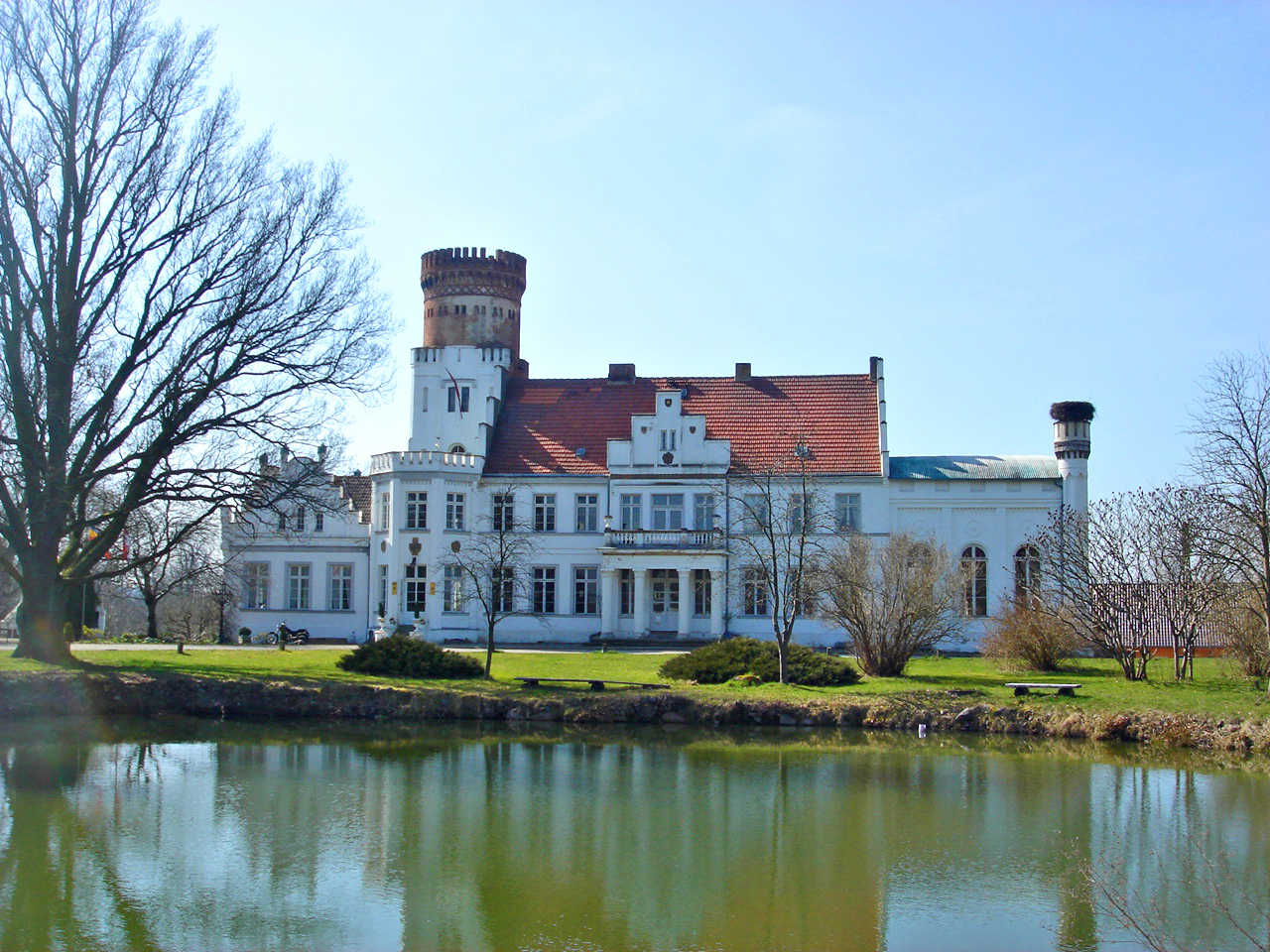
Schloss Wrodow mit Teich

Schloss Wrodow geht zurück auf das bereits im 16. Jahrhundert erwähnte Gut Wrodow. Es liegt in der Gemarkung der Gemeinde Mölln, im Ortsteil Wrodow (Landkreis Mecklenburgische Seenplatte in Mecklenburg-Vorpommern), 15 km westlich von Neubrandenburg. Heute beherbergt das Schloss unter anderem wechselnde Kunstausstellungen. 
Wrodow als Besitz war längere Zeit ein Nebengut und kein selbstständiger Herrensitz. Anfang des 16. Jahrhunderts ist es denen von Maltzahn zuzuordnen. Im Sommer 1707 übernahm Christian von Kamptz Gut Wrodow, er war ritterschaftlicher Deputierter des Amtes Güstrow und für einige Jahre Provisor des Klosters Malchow. Zwischenzeitlich kommt die briefadelige Familie von Engel in Erwähnung, die erst kurz zuvor nobilitiert wurden.
Seit 1817 war das Gut Eigentum der Familie Neumann. Ludwig Neumann junior, dem das Gut 1860 von seinem Vater übertragen wurde, ließ das Herrenhaus schlossartig ausbauen. Neumann-Wrodow wurde auch Teil der mecklenburgischen Ritterschaft im Landtag. Vor 1900 beinhaltete das Gut Wrodow konkret 325 ha. Ende der 1920er Jahre, also vor der großen Wirtschaftskrise, umfasste das Rittergut aus altem Lehnsbesitz 406 ha, davon rund 10 ha Waldfläche. Die Familie ließ die Begüterung durch einen Verwalter leiten. Bis Ende des Zweiten Weltkriegs wurde das Schloss von der Witwe des letzten Erben bewohnt. Im 1943 zog ein Rostocker Gymnasium für knapp zwei Jahre mit 80 Mädchen und den Lehrern in das Schloss, nachdem das Schulgebäude in Rostock bei einem Bombenangriff zerstört worden war. In den Jahren zwischen 1945 und 1990 wurde das Schloss als Flüchtlingsheim und Konsum nicht genutzt. Dank des Engagements der Bevölkerung konnte ein vollständiger Verfall jedoch verhindert werden.
Im Jahre 1993 kauften der Jugendrichter Frank Bauer, die Religionslehrerin Brigitte Gross und der Künstler Sylvester Antony das Schloss, das sie anschließend über einen Zeitraum von fast zehn Jahren sanierten. Der Kunstverein Schloss Wrodow sorgte für die steigende Bekanntheit des Schlosses. Ausstellungen, Theater, Opernbälle, Performances und Workshops strahlten weit über die Region hinaus. 
Rosa von Praunheim drehte hier zwei Filme, von denen vor allem die Dokumentation Wunderbares Wrodow aus dem Jahr 1999, die das kulturelle Leben Wrodows im und um das Schloss herum zeigt und mit dem Robert-Geisendörfer-Preis ausgezeichnet wurde, zur überregionalen Bekanntheit des Schlosses beitrug.